# Hôtel Plaza (Buenos Aires)
Pour les articles homonymes, voir Hôtel Plaza.
L'hôtel Plaza de Buenos Aires est l'un des principaux palaces d'Argentine.
Concurrent direct de l'Alvear Palace Hotel, l'hôtel Plaza est inauguré le 15 juillet 1909. Propriété de l'homme d'affaires Ernesto Tornquist, il est revendu par ses héritiers au Grupo Sutton Dabbah en 2013.